# Stanislav Adam
Stanislav Adam, křtěný Stanislav Zigmund (30. dubna 1889, Loštice – 6. července 1974 Brandýs nad Labem) byl český učitel, houslista a hudební skladatel.

## Život
Narodil se 30. dubna 1889 v Lošticích na Šumpersku. Jeho otec zde byl učitelem a regenschorim. Vystudoval gymnázium v Zábřehu na Moravě. Po maturitě učil na různých školách kraje (Bludov, Litovel, nejdéle však v rodných Lošticích.
V hudbě byl prakticky samouk. Ve hře na housle však dosáhl velmi vysoké úrovně. V době letních prázdnin tak s úspěchem vystupoval na koncertech v lázeňských střediscích doma i v zahraničí.
Jako skladatel byl velmi plodný, avšak vzhledem k nedostatku hudebního vzdělání nebyla jeho tvorba příliš kvalitní . Přesto byla jeho díla často uváděna, zejména amatérskými hudebníky, a několik z nich (např. Koncertní polonéza pro housle a orchestr op. 5 (Praha 1936), Pozdrav spojencům, suita pro velký orchestr nebo dechovou hudbu (Praha 1938)) vyšlo i tiskem. Živé jsou některé příležitostné skladby (úpravy lidových písní, slavnostní znělka města Loštice), zejména však vánoční hra Nesem vám noviny (provedena v Olomouci r. 1940) a hra se zpěvy a tanci V říši vodníka na text Josefa Nováka (1957).

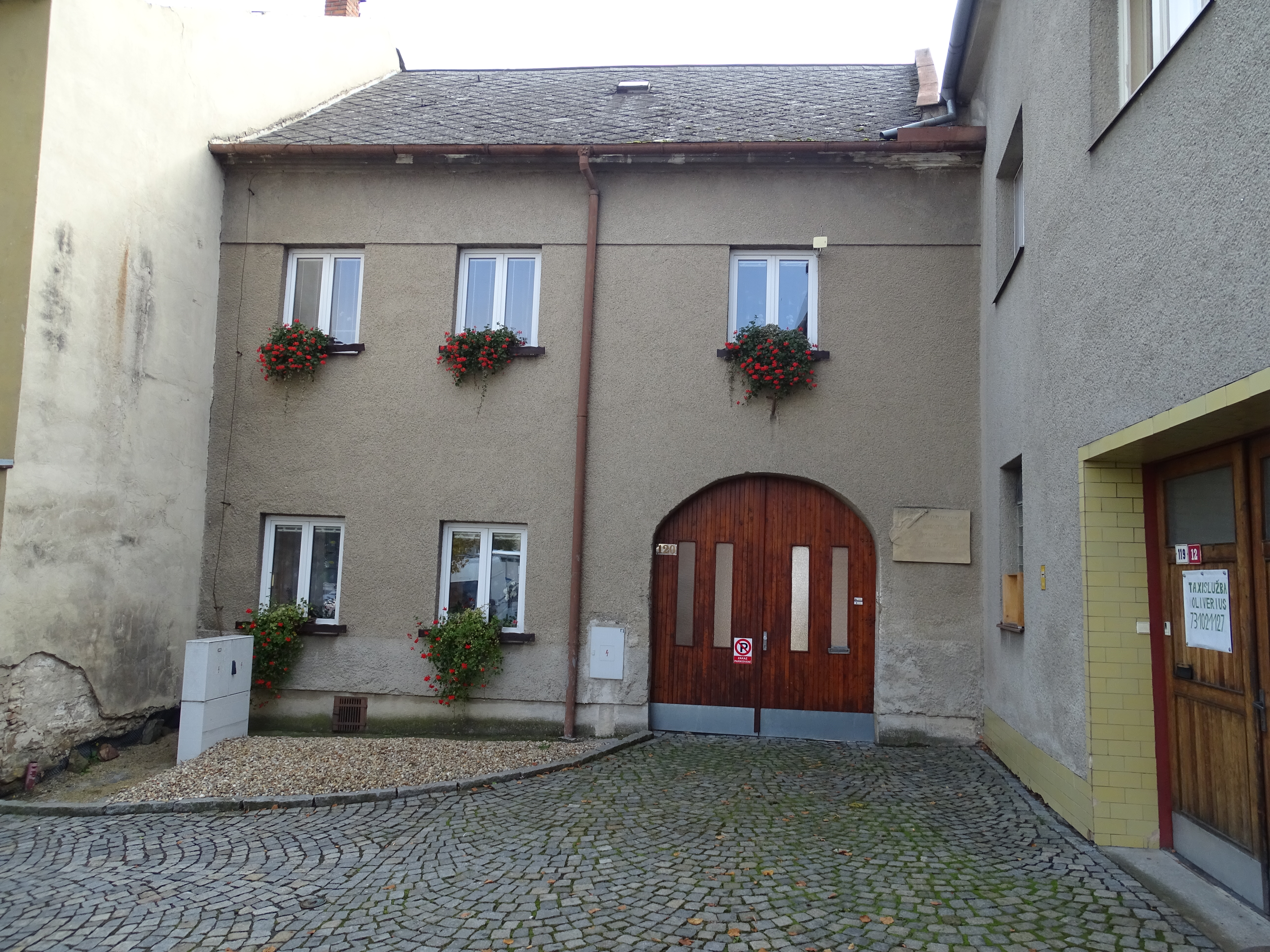
rodný dům Stanislava Adama v Lošticích

Zemřel 6. července. 1974 v Brandýse nad Labem. Hudební pozůstalost je uložena v Památníku Adolfa Kašpara v Lošticích.

## Dílo

### Vydáno tiskem
- Koncertní polonéza op. 5 (1935, Praha, František Anotnín Urbánek 1936);
- Přání-Blahoželanie (3 různé úpravy, 1936, Praha, František Antonín Urbánek1937, 1946);
- Pozdrav spojencům (pro dechovou hudbu, Praha, Barvitius 1938);
- Nesem vám noviny (vánoční hra, Olomouc, Velehrad 1940).

### Rukopisy (výběr)

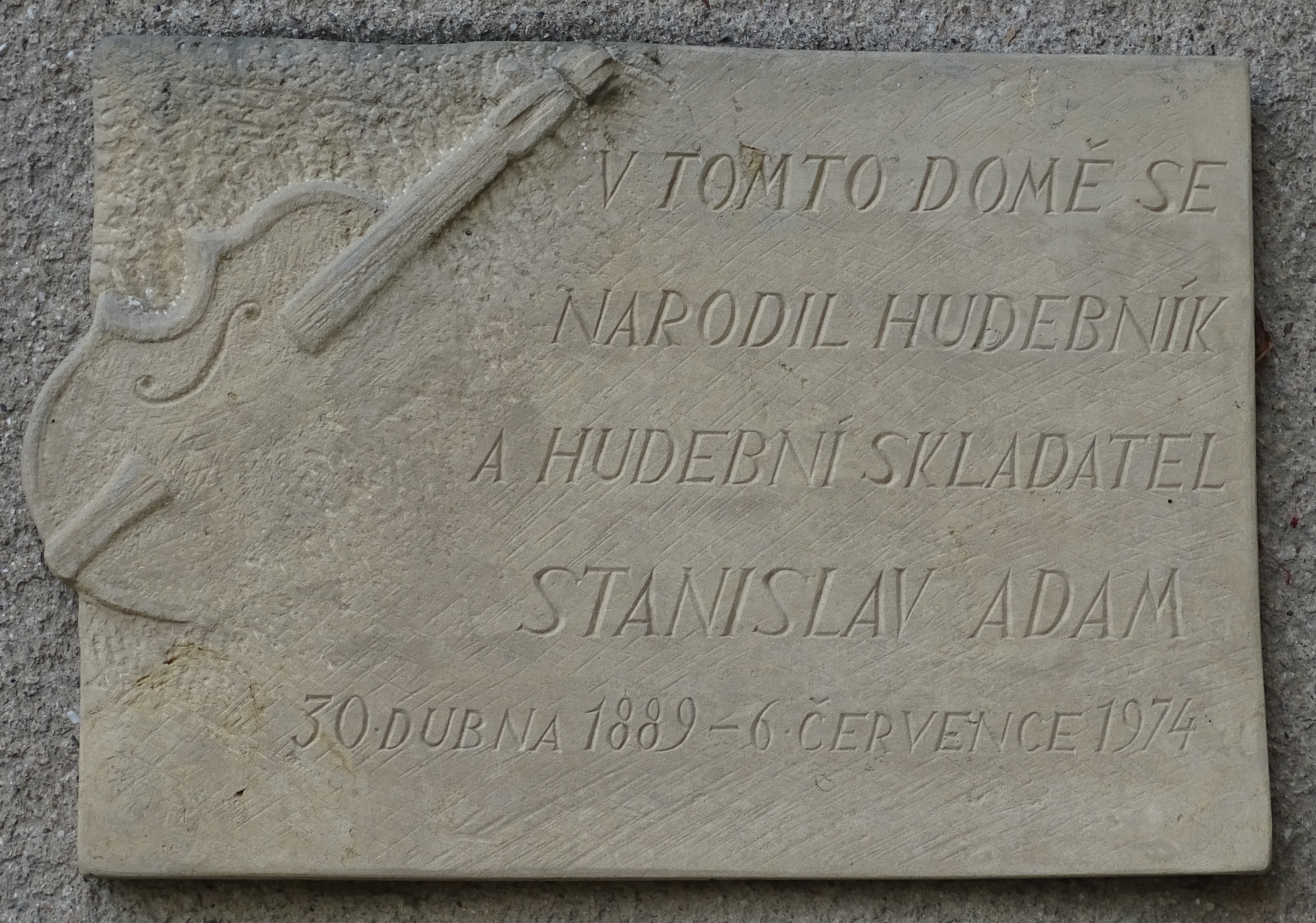
pamětní deska Stanislava Adama na rodném domě

- Houslový koncert a moll, op. 15 (1941, 2. část provedena Loštice 1953);
- Suita pro housle, op. 16 (1., 3. a 4. část provedena Loštice);
- Allegro de Concert pro housle (Vzpomínka na H. Wieniawského);
- Klavírní koncert g moll (1954, 1. část provedena Loštice 1955);
- Klarinetový koncert D dur (s klavírem, provedeno Olomouc 28. 4. 1959);
- Koncert pro violoncello;
- četné písně, sbory a komorní skladby (zvláště pro housle a dechové nástroje).

Úplný seznam děl do roku 1959 je uveden v práci Františka Hekele a J. Kapusty (viz literatura).

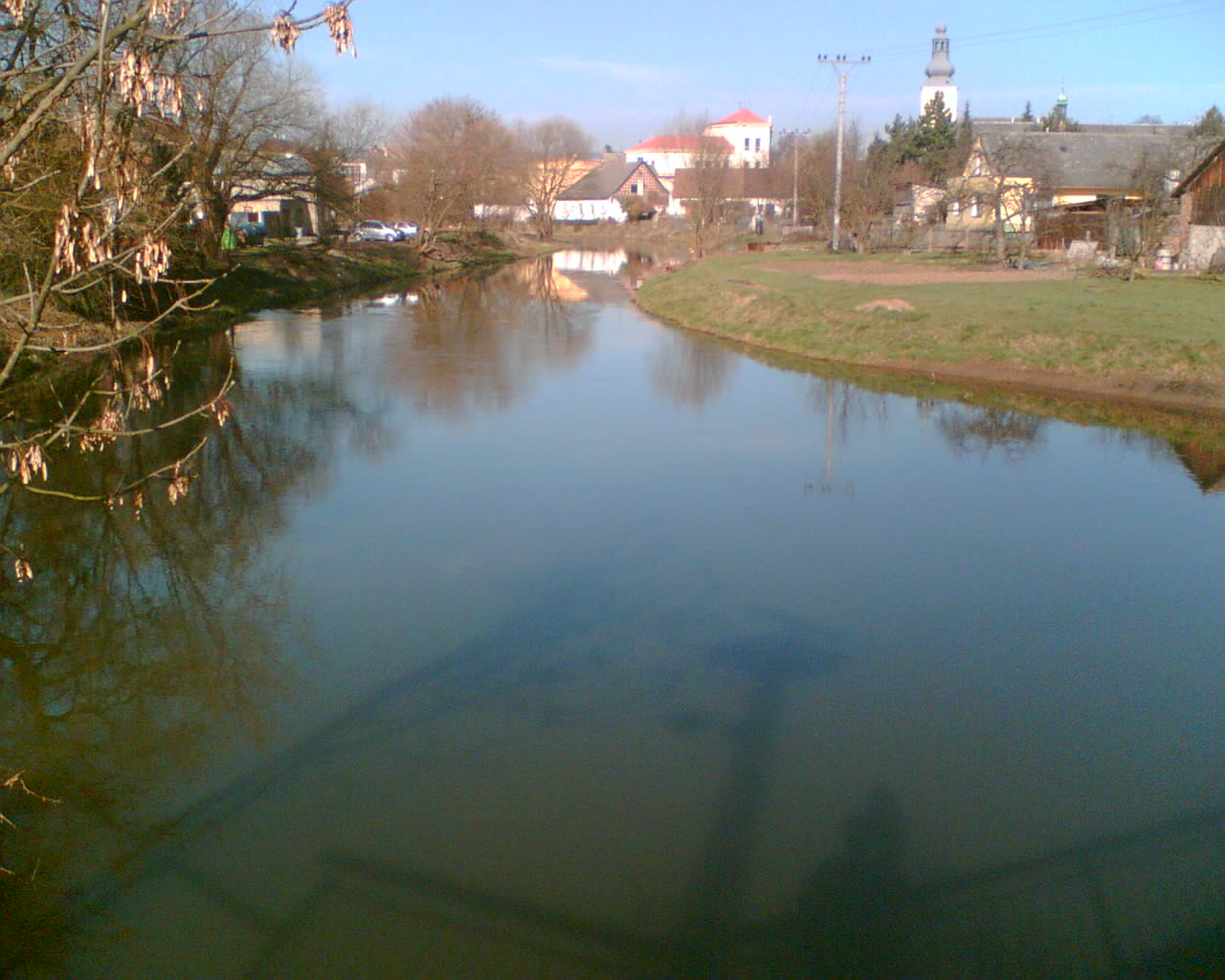
Třebůvka v Lošticích